# Vương Hỷ Bân
Vương Hỷ Bân (tiếng Trung: 王喜斌; sinh tháng 2 năm 1948) là Thượng tướng Quân Giải phóng Nhân dân Trung Quốc (PLA), từng giữ chức vụ Hiệu trưởng Đại học Quốc phòng Trung Quốc từ năm 2007 đến năm 2013. Tháng 2 năm 2017, ông bị bãi nhiệm tư cách Đại biểu Quốc hội để điều tra vì tham nhũng.

## Tiểu sử
Vương Hỷ Bân sinh tại Ninh An, Mẫu Đơn Giang, tỉnh Hắc Long Giang, gia nhập Quân Giải phóng Nhân dân Trung Quốc tháng 1 năm 1966. Ông tốt nghiệp chuyên ngành Chỉ huy học viện Tăng thiết giáp Trung Quốc, từng là Tham mưu trưởng Tập đoàn quân số 38. Tháng 12 năm 2000, ông được bổ nhiệm làm Tư lệnh Tập đoàn quân 27. Tháng 12 năm 2005, được thăng chức Tham mưu trưởng Quân khu Bắc Kinh. Tháng 9 năm 2007, ông được bổ nhiệm làm hiệu trưởng trường Đại học Quốc phòng Trung Quốc. Tháng 7 năm 2013, ông nghỉ hưu. Sau khi nghỉ hưu, ông chuyển sang công tác Quốc hội, giữ chức vụ Ủy viên thường vụ Quốc hội, Ủy viên Ủy ban Khoa học, văn hóa và y tế, Ủy viên Ủy ban thẩm tra tư cách đại biểu quốc hội Trung Quốc.
Do bị tố phạm tội, Vương Hỉ Bân đã xin từ nhiệm đại biểu Nhân đại, ngày 28 tháng 12 năm 2016, Ủy ban bầu cử của Đại học Quốc phòng đã quyết định chấp nhận để Vương Hỉ Bân từ chức. Ngày 24 tháng 2 năm 2017, Hội nghị lần thứ 26, Ủy ban Thường vụ Quốc hội Trung Quốc khóa XII đã biểu quyết thông qua quyết định bãi miễn tư cách Đại biểu Quốc hội đối với Vương Hỉ Bân. Trước đó, thông tin tướng Vương Hỉ Bân bị điều tra đã xuất hiện từ tháng 2 năm 2015 do dính líu đến vụ án Từ Tài Hậu, tuy nhiên tin tức được đăng tải trên một số trang mạng không được chính thức xác nhận.
Vương Hỷ Bân được phong quân hàm Trung tướng tháng 7 năm 2007 và thụ phong quân hàm Thượng tướng tháng 7 năm 2010. Ông là Ủy viên Ban Chấp hành Trung ương Đảng Cộng sản Trung Quốc khóa 17 (2007-2012).